# Unser Papa, das Genie
Unser Papa, das Genie ist ein deutscher Fernsehfilm von Sabine Landgraeber aus dem Jahr 2002, der im Auftrag für Das Erste produziert wurde. Dem Drehbuch liegt eine Idee von Otto Meissner zugrunde.
Das Erste stellte den Film bei seiner Erstausstrahlung mit folgenden Worten vor: „Diese charmante Komödie der erfahrenen TV-Regisseurin Sabine Landgraeber steckt voller absurder Einfälle und Chaospotenzial, kann sich aber auf ihr Brückenteam verlassen“: Friedrich von Thun, Simone Thomalla, Isabel Bongard, Lars Steinhöfel, Ruth Maria Kubitschek, Ingo Naujoks und Charles Brauer „finden am Ende immer den richtigen Schalter“.

## Handlung
Professor Julius Stern, seine Frau Ulrike und die beiden Kinder Lisa-Marie, meist Sternchen gerufen, und Paul beziehen ihr neues Haus in Berlin. Das heißt, die Familie versucht einzuziehen, während der Professor sich mal wieder nicht von seiner Arbeit trennen kann und nicht da ist, als der Umzugswagen vor der Tür steht, sodass diese erst einmal verschlossen bleibt. Julius Stern ist Astrophysiker aus Leidenschaft, der internationales Ansehen genießt. Er befasst sich mit Quantenphysik und hat Studien zur Verbesserung der Relativitätstheorie entwickelt, die auch seinem Berliner Institutschef Clemens Winkelmann Hochachtung einflößen. Über seine Arbeit vergisst das „Genie“ nicht nur einmal alles andere, den Alltag bewältigt er allerdings weniger gut. Die Kinder amüsieren sich über ihren zerstreuten Vater, Ulrike Stern allerdings, die ebenfalls beruflich stark eingebunden und dadurch oft überlastet ist, fühlt sich immer mehr überfordert. Da ihr Mann ihr auch keine Stütze beim Auspacken der Umzugskisten und Neueinrichten des Hauses ist, nimmt sie die Hilfe von dessen Bruder Zacharias dankbar an.
Als Ulrike, die in der Reisebranche arbeitet, in ihrer neuen Stelle befördert wird, bittet sie Julius, dieses eine Mal „Sternchen“ nach einem Schulausflug vom Bahnhof abzuholen. Prompt vergisst er den Termin, da er in seinem Labor einem unglaublichen Vorgang auf die Spur kommen muss. Diesmal zieht Ulrike die Konsequenzen und verlangt, dass Julius auszieht. Da die Konfirmation von Paul kurz bevorsteht, reist Ulrikes Mutter Charlotte an, weshalb die Sterns für die Zeit ihres Daseins wieder auf "heile Welt" machen. Ulrike möchte keinesfalls, dass ihre Mutter, die ihr immer von einer Heirat mit Julius abgeraten hatte, sagen kann, sie habe es ja gleich gewusst.
Im Hause Stern passieren jedoch seltsame Dinge, das rote Rennrad, das Charlotte ihrem Enkel zur Konfirmation schenken wollte, verschwindet spurlos, nachdem zuvor schon die Schildkröte der Familie unerklärlicherweise im Labor des Professors aufgetaucht war. Davor hatten sich schon die Brille des Professors und sein Schreibtischstuhl selbstständig gemacht. Noch seltsamer ist es allerdings, als die Dachziegel der neuen Behausung an anderer Stelle wieder auftauchen. Julius ist sich sicher, dass er, ohne genau zu wissen wie, das Prinzip der Teleportation entdeckt hat. Seltsam ist allerdings, dass das Beamen nur mit roten Dingen möglich ist, der Schildkröte Anna hatte Paul einen roten Kreis auf den Panzer gemalt, damit man sie schneller wiederfinden könne. Als Julius mit Clemens Winkelmann über seine Vermutung spricht, bleibt dieser skeptisch, wird jedoch alsbald eines Besseren belehrt. Und ist begeistert wie ein kleiner Junge.
So kommt es auch dazu, dass Ulrike im Schlafzimmer auf Diana stößt, die Assistentin ihres Mannes, und die Erklärungen, die Julius ihr geben will, mit Unsinn abtut. Dem Professor bleibt also nur, den Beweis anzutreten. So kommt er auf die Idee, sich selbst nach Paris zu teleportieren, wo er Ulrike, die dort einen beruflichen Termin hat, auf dem Flughafen erwarten will. Dann muss sie ihm ja einfach glauben. Allerdings landet er nicht in der Flughafenhalle, sondern auf dem Rollfeld und wird umgehend festgenommen. Sein Handy, das eine wichtige Rolle bei der Teleportation spielt, wird ihm abgenommen, da man vermutet, es handele sich um eine Bombe. „Das wäre der Nobelpreis gewesen“, murmelt Stern vor sich hin, als er es in seine Einzelteile zerlegt zurückbekommt. Immerhin darf er gehen, da sich die Vermutung als unrichtig herausgestellt hat. Ulrike kann ihren Mann dazu bewegen, die nächsten drei Tage in der Stadt der Liebe zu verbringen. Zuhause in Berlin zieht inzwischen Charlotte bei ihrer Tochter ein, wie sie es schon angedeutet hatte.

## Produktion

### Produktionsnotizen
Unser Papa, das Genie wurde unter dem Arbeitstitel Nur Beamen ist schöner vom 1. September bis 1. Oktober 2001 in Berlin und Umgebung gedreht. Für das Projekt zeichnete die Novafilm Fernsehproduktion Otto Meissner KG verantwortlich. Der Film entstand im Auftrag der ARD Degeto für das Erste. Die Redaktion für den NDR lag bei Doris J. Heinze und für die ARD/Degeto bei Stefan Kruppa.

### Veröffentlichung
Am 21. Juni 2002 wurde Unser Papa, das Genie erstmals im Programm der ARD Das Erste ausgestrahlt.
Der Film wurde am 30. September 2005 von Komplett Video innerhalb der Edition „Nur wunderbare Männer“ auf DVD herausgegeben. Dazu hieß es: „Männer sind wunderbar und stark. Sollten sie doch einige Schwächen haben, macht sie das zumindest liebenswert. Die rundum vergnüglichen Männer-Filme dieser Edition zeigen den Mann in all seinen Spielarten. Vom Helden zum Hypochonder, vom eitlen Macho, feurigen Liebhaber bis zum zerstreuten Professor. Rational und Irrational, verliebt und versponnen. Kein Wunder also, dass die Frauen Liebe aber auch ihre liebe Not mit ihm haben.“

## Kritik
Rainer Tittelbach von tittelbach.tv gab dem Film 2½ von 6 möglichen Sternen und kam zu dem Gesamtergebnis: „‚Wichtig ist immer nur dein persönlicher Kram!‘, schimpft Ulrike, die berufstätige Ehefrau des erfolgreichen Astrophysikers Prof. Julius Stern. Sie kann nicht mehr, sie will auch nicht mehr. ‚Unser Papa, das Genie‘ ist eine dieser typischen ‚eigentlich‘-Geschichten. ‚Eigentlich sind die Sterns eine glückliche Familie‘, heißt es im Pressetext. Was mit ein paar launigen Fantasy-Momenten folgt, ist das ‚Doch‘. Friedrich von Thun müht sich redlich.“ Weiter befand der Kritiker: „Friedrich von Thun macht noch das Beste, was er bei einer solch dahinplätschernden Story, zu der Produzent Otto Meissner die Idee hatte und an der sich mit Gabriele Herzog, Scarlett Kleint und Regine Sylvester gleich drei Autorinnen die Zähne ausbissen, in der Lage ist zu tun: Er macht Faxen und oftmals ein ziemlich dummes Gesicht.“
Prisma hingegen befand: „Friedrich von Thun und Simone Thomalla in einem charmanten, entspannt und einfallsreich inszenierten Familienfilm der etwas anderen Art.“
Der Filmdienst sah das ähnlich und meinte: „Turbulente Familienkomödie, die ihr Humorpotenzial dem schon sprichwörtlich gewordenen ‚zerstreuten Professor‘ verdankt. – Ab 12 möglich.“